# Xia Chang

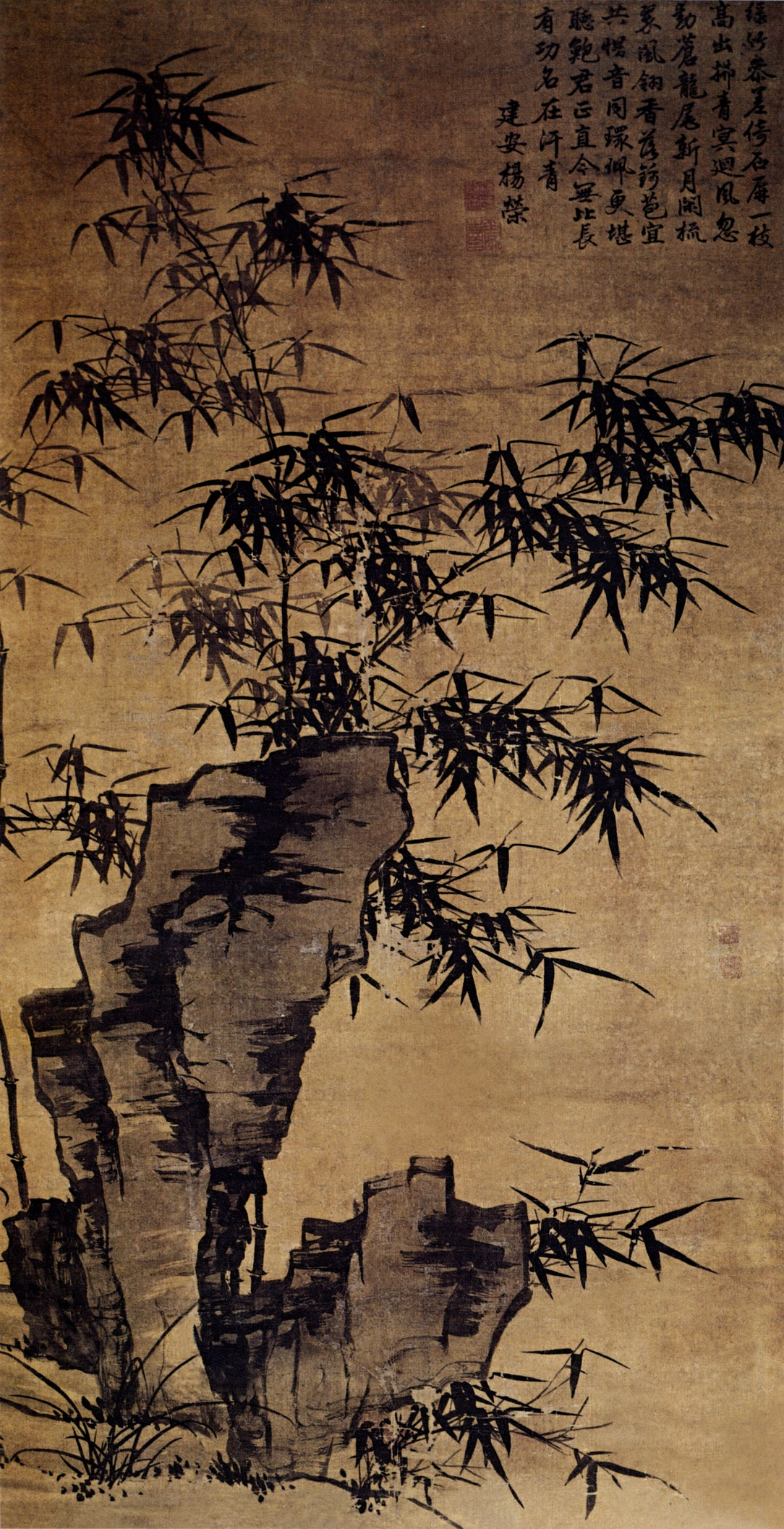
Bambou et rocher par Xian Chang.

Xia Chang ou Hia Tch'ang ou Hsia Ch'ang (chinois : 夏昶, pinyin : Xià Chǎng), dont le nom de naissance est : Zhū Chǎng (Chinois simplifié : 朱昶), et que l'on surnomme également : Zhòng Zhāo (仲昭), noms de pinceau : Zìzai jūshì (自在居士, signifiant moine retiré libre et sans contraintes) et Yùfēng (玉峰, signifiant : Sommet (ou pic) de jade) est un peintre chinois du XVe siècle, né en 1388 et originaire de Kunshan, ville d'actuelle province du Jiangsu en Chine. Il est mort en 1470.

## Biographie
Calligraphe célèbre, haut fonctionnaire, il passe les examens triennaux à la capitale en 1415 et reçoit le grade de jìnshì (進士/进士) (lettré présenté), il est peintre de bambous dans le style de Wáng Fú (王绂), son maître, et connaît une grande réputation de son vivant.

## Influences des Anciens et des traditions
Au début de la dynastie Ming, deux styles s'opposent à la Cour : celui des professionnels et celui des lettrés. Les professionnels, spécialistes de la peinture, se réclament des traditions académiques héritées des Song du Sud. Les amateurs occupent généralement des fonctions de calligraphe. Ils peignent pour se divertir dans la manière des maîtres de la Yuan. Quoique opposés, les deux styles subissent les mêmes influences, en les recherchant et en les appliquant, l'un dans le passé parmi les Anciens, l'autre, en suivant les traditions.

## Les peintres de bambou
Un lettré donne, en peignant des bambous, la mesure de son sang-froid. Sa culture, la fermeté de son caractère s'éprouvent à la vigueur du trait. L'exemple d'un Su Shi le prouve, à l'époque des Song du Nord. Xia Chang est le plus célèbre, à son époque et après lui, parmi ceux qui peignent les bambous. Il vient de Kunshan à la capitale où il obtient le grade de « lettré accompli ». Il exerce ensuite des fonctions importantes.
Calligraphe remarquable, il écrit en « style régulier » (écriture régulière : kaishu) des caractères magnifiques. L'empereur Yongle lui donne l'ordre d'écrire sur des tablettes destinées au palais de Pékin, la nouvelle capitale. Extrêmement satisfait du travail accompli, il  comble de faveurs le calligraphe. Xia Chang ne peint que des bambous, et il les peint en calligraphe avec un grand souci de perfection dans le tracé et l'équilibre des traits.
Comme le recommande Li Kan, il donne tous ses soins à la composition d'une œuvre, comme au travail de l'encre et du pinceau. « Même le vent et la pluie » sont peints avec méthode, dans le respect des mesures, mais avec liberté. Son pinceau donne mouvement aux branches, éveille le bruissement des feuilles. Il n'égale cependant pas Wu Zhen car trop de perfection peut conduire à la monotonie.

## Musées
- Boston (musée des beaux-arts) :

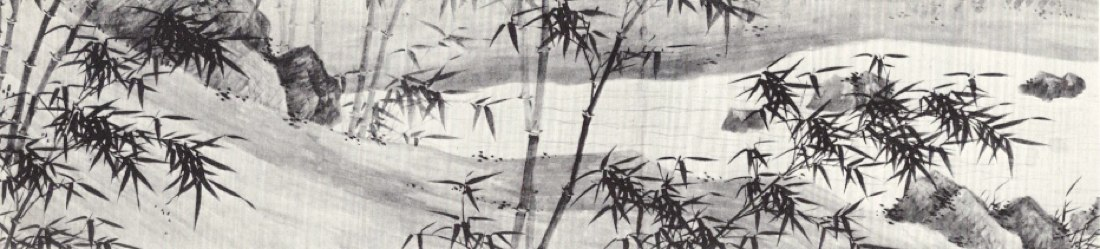

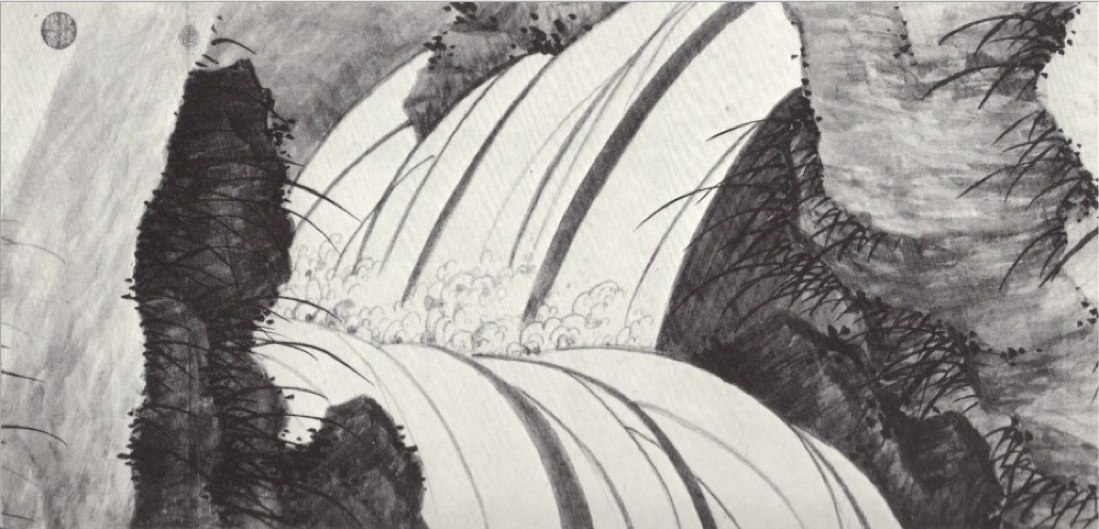
Bambous le long d'une rivière, (détails 1 et 2). Par Xia Gang. 1441

  - Pluie de printemps sur les bambous au bord de la rivière Xiang, daté 1455, rouleau en longueur, signé.
- Chicago (Art Institute of Chicago) :
  - Bambous, pins et pruniers le long d'une rive rocheuse, daté 1441, rouleau en longueur, signé.
  - Bambous le long d'une rivière, dans la pluie, au printemps. Section d'un rouleau en longueur, encre sur papier. 40,9 × 127 cm, daté 1441[n 1].
- Honolulu: (Acad. of Art):
  - Bambous courbés sur les rochers et les ruisseaux, rouleau en longueur, signé.
- Kansas City (Nelson Gal. of Art) :
  - Les Rives de la sereine rivière Xiang, rouleau en longueur, six colophons.
- Pékin (musée du Palais) :
  - Deux pousses de bambous et frèles brindilles poussant au-dessus d'un rocher, daté 1407, cinq colophons, signé.
  - Bambous dans le vent, encre sur papier, deux rouleaux en longueur, signés.
- Pennsylvanie :
  - Bambou et pluie de printemps, rouleau en longueur.
- Saint-Louis (musée d'art) :
  - Cangyungutu, l'ancienne vallée des bambous, daté 1446, rouleau en longueur, signé.
- Shanghai :
  - Bambous et pousses, encre sur papier, rouleau en longueur.
  - Bambou à l'encre, encre sur papier, rouleau en hauteur.
- Taipei (Nat. Palace Mus.) :
  - Guanyin, Déesse Marine de la Miséricorde assise sous des bambous, daté 1446.
  - Bambous dans le vent, daté 1450, encre sur papier, rouleau en hauteur, signé.
  - Grands bambous dans les rocs étranges.
  - Rouleau de bambous, signé.
- Washington (Freer Gallery of Art) :
  - Xiao-Xiang guoyu tu, daté 1464, rouleau en longueur.

### En français
- (fr) Dictionnaire Bénézit, Dictionnaire des peintres,sculpteurs, dessinateurs et graveurs, vol. 14, éditions Gründ, janvier 1999, 13440 p. (ISBN 2-7000-3024-9), p. 773
- (fr) Yang Xin, Richard M. Barnhart, Nie Chongzheng, James Cahill, Lang Shaojun, Wu Hung (trad. de l'anglais par Nadine Perront), Trois mille ans de peinture chinoise : [culture et civilisation de la Chine], Arles, Éditions Philippe Picquier, 1997, 4 02 (ISBN 2-87730-341-1), p. 217
- (fr) Nicole Vandier-Nicolas, Peinture chinoise et tradition lettrée : expression d'une civilisation, Paris, Éditions du Seuil, 1983, 259 p. (ISBN 2-02-006440-5), p. 201, 203

### En chinois
- 《明史》
- 《姑苏志》
- 《匏翁家藏集》
- 《丹青志》